# 密雲圓悟
密雲圓悟（1566年—1642年），
大明世宗嘉靖四十五年(1566)出生，字觉初，号密云。谥号慧定禅师。法嗣於龍池幻有正傳禪師。江苏宜兴人，俗姓蒋。明代临济宗僧。於崇禎十五年(1642)圓寂，世壽七十七，僧臘四十四。

## 生平
二十九岁投龙池院幻有正传出家。万历三十年（1602年）正传进入京师，圓悟即任禹门寺监院。万历三十九年，幻有传以衣钵。之后历任天台山、黄檗山、天童山等名刹住持。崇祯四年（1631年），天童寺延请临济宗密云圆悟禅师为住持。在住持期间，密云圆悟不断重建、扩建寺院建筑，确立了天童寺目前的规模。在天童寺期间，“凡六坐道场，法席最盛”。崇祯十四年，铸了一口千僧锅，由此可见寺院规模之大；皈依者达3万人。前后三十余年，宗风大振，被称为临济中兴。
崇禎十五年示寂於通玄寺。

## 師承
- 幻有正傳

## 弟子
- 牧雲通門
- 大溈如學 [4]
- 鄧尉法藏
- 梁山海明
- 徑山通容
- 金粟通乘
- 寶華通忍
- 龍池通徵
- 天童道忞
- 雪竇通雲
- 善權通賢
- 天童通奇

## 著作
- 《密雲禪師語錄》 [4]
- 《天童語錄》

## 外部連結
- 天童密雲圓悟禪師語錄及其禪學思想研究 （页面存档备份，存于）
- 密雲圓悟禪宗道德觀析論 （页面存档备份，存于）
- 密雲圓悟禪師 （页面存档备份，存于）
- 密雲禪師語錄 第1卷